# Riffelbevægelsen
Riffelbevægelsen havde sin rod i partiet Venstre, som midt i 1880'erne agiterede for en folkelig bevæbning til forsvar mod og evt. opgør med J.B.S. Estrups højreregering. Det officielle formål var at skaffe våben til skytteforeningerne. Men få var i tvivl om hensigten, som var forberedelse til en revolution. 5. maj 1885 udstedte regeringen da også en provisorisk lov der skulle hindre anskaffelse af våben og øvning af våbenbrug. Ligeledes blev det af Kultusministeriet forbudt for lærerne i borger- og almueskolerne at deltage i riffelforeninger.